# テナント/恐怖を借りた男
『テナント/恐怖を借りた男』（テナント きょうふをかりたおとこ、The Tenant、仏吹替え版はLe Locataire）は、1976年のフランスのサイコホラー映画。ロマン・ポランスキー監督、脚本、主演。ロラン・トポールの小説『幻の下宿人』を原作としている。
1976年5月に開催された第29回カンヌ国際映画祭のコンペティション部門でプレミア上映された。日本での劇場はお蔵入りとなり、1986年10月21日にビデオスルーとなった。2015年5月13日にDVDでもリリース。

## ストーリー
ポーランド系の青年トレルコフスキーは、パリの古ぼけたアパートの一室を借りた。無愛想な管理人の婦人や貸主の老爺によれば、そこではつい最近シモーヌという女が投身自殺を行なったという。提示された礼金の高さに納得しないトレルコフスキーは、いまだ入院しているシモーヌの病室を訪れるが、彼女は恐怖にとらわれてトレルコフスキーの話すら意に介さない。シモーヌの友人として彼女を見舞ったステラとともに帰宅した彼は、アパートに一室しかないトイレからこちらを凝視する視線を感じる。そして転居祝いに訪れた友人たちの馬鹿騒ぎや、その後の空き巣騒ぎなどに敏感に反応する隣人たちに辟易する。ついにシモーヌの死を告げられたトレルコフスキーはそこから言い知れぬ悪意を読み取り、シモーヌもまた隣人の視線によって殺されたのだ、との妄想から逃れられなくなった。ステラすら信じられなくなった彼は女装してシモーヌの死への足跡をたどる。もはや彼には、この世のすべてが敵に見えるようになったのだ。

## キャスト
- トレルコフスキー: ロマン・ポランスキー - ポーランド系の独身男性。
- ステラ: イザベル・アジャーニ - シモーヌの友人。
- ズィー氏: メルヴィン・ダグラス - アパートの家主。
- 管理人: シェリー・ウィンタース
- ディオズ夫人: ジョー・ヴァン・フリート - 署名を求めてきた女性。
- スコープ: ベルナール・フレッソン（フランス語版） - トレルコフスキーの友人。
- ガデリアン夫人: リラ・ケドロヴァ - アパートの住人ともめている女性。
- 交通事故を起こした女性の夫: クロード・ドーファン（フランス語版）
- ガデリアン夫人の娘: エヴァ・イオネスコ - 障碍を持っている少女。
- ヴィヴィアン: ジョジアーヌ・バラスコ - トレルコフスキーの同僚女性。眼鏡をかけている。
- ジョルジュ・バダール: リュファス（フランス語版） - シモーヌに告白しようとしていた男性。
- シモン: ロマン・ブテイユ（フランス語版） - トレルコフスキーの同僚で友人。眼鏡をかけている。
- スコープの隣人: ミシェル・ブラン

## 評価
Rotten Tomatoesでは29個のレビューで支持率90%となった。